# 福島県道354号安達太良山線
福島県道354号安達太良山線（ふくしまけんどう354ごう あだたらやません）は、福島県二本松市内を通る一般県道である。

## 路線概要
- 起点：福島県二本松市塩沢（塩沢温泉）
- 終点：福島県二本松市竹田1丁目（竹田交差点）
- 総延長：12.518km[1]
  - 実延長：12.505km
- 路線認定年月日：1961年7月14日[2]

二本松市西部の安達太良山麓にある塩沢温泉を起点とし、油井川に沿って二本松市街地に至る。別名「塩沢街道」。起点から国道459号交点までは上り方向の一方通行。下り方向へは塩沢温泉にて接続する市道を利用する。

### 道路施設
安達太良山橋
- 全長：40.7m
- 幅員：8.5m
- 竣工：1973年[3]

上原にて東北自動車道を渡る。
表橋
- 全長：9.7m
- 幅員：6.0(10.0)m
- 形式：PC単純プレテン床版桁橋
- 竣工：2002年度

表1丁目から竹田2丁目に跨り、一級水系阿武隈川水系鯉川を渡る。橋上は上下対向2車線で供用され、上り線側に幅員2.5mの歩道が設置されている。鯉川の河川改修事業に合わせ架け替えられた。総工費は5700万円。

## 通過する自治体
- 福島県
  - 二本松市

## 接続・交差する道路
- 国道459号（不動平）
- 福島県道129号二本松安達線（竹田1丁目 竹田交差点 終点）

## 沿線
- 塩沢温泉
- 二本松塩沢スキー場
- 東北サファリパーク
  - エビスサーキット
- 油井川